# 查米塔 (新墨西哥州)
查米塔（英語：Chamita）是位於美國新墨西哥州里奧阿里巴縣的普查規定居民點。

## 人口
根據2020年美國人口普查的數據，查米塔的面積為10.11平方千米，當中陸地面積為9.97平方千米，而水域面積為0.14平方千米。當地共有人口1005人，而人口密度為每平方千米99.41人。